# Інший бортовий журнал Філлеаса Фоґґа
«Інший бортовий журнал Філлеаса Фоґґа» (англ. The Other Log of Phileas Fogg) — науково-фантастичний роман з елементами стимпанку американського письменника Філіпа Хосе Фармера, опублікований 1973 року. Спочатку надрукований компанією DAW Books, а передрукований 1979 року Гамліном та 1982 року Tor Books. Останнє з вище вказаних видавництв передруковувало роман 1988 та 1993 року.
Роман доповнює твір Жуля Верна «Навколо світу за вісімдесят днів», розповідаючи про події, які автор оригінального твору нібито замовчав. До сюжету залучено інопланетян і відомих літературних персонажів XIX століття.

## Представлення сюжету
Події роману беруть за основу твір Жуля Верна «Навколо світу за вісімдесят днів» (1872), припускаючи, що це був опис реальної навколосвітньої подорожі Філеаса Фоґґа та його слуги Паспарту. Фармер аналізує численні суперечності в романі Верна, роблячи висновок, що автор замовчав деякі епізоди. «Інший бортовий журнал Філлеаса Фоґґа» подається як «справжня» історія. Фармер стверджує, що всі опубліковані роботи Верна відбуваються в межах одного спільного всесвіту. Автор включає в роман елементи кросовера, вводячи героїв творів Артура Конан Дойля Шерлока Холмса та Джеймса Моріарті. Ці елементи відносять роман до літературної серії «Пустка Ньютона», в якій перетинаються різні вигадані особи.
З точки зору Фармера, Жуль Верн розкрив лише невелику та значно стриману частину фактичного досвіду та подвигів Філлеаса Фоґґа. Він пише, що події описані в «Навколо світу за вісімдесят днів» насправді є окремим епізодом більшого конфлікту між двома безсмертними інопланетними расами — Еридані та Капелами. Історія Фармера не кидає виклик жодному з елементів оригінального тексту, а навпаки, додає амбітну вторинну історію, яка пояснює суперечливі чи непереконливі місця оповіді Верна.

## Сюжет
Дія починається 2 жовтня 1872 року. Філлеас Фоґґ — таємничий британський джентльмен, який проживає зі своїм камердинером Паспарту на 7-му Севілл-Роу в Берлінгтон Гарденс. Його поява в місті огорнена таємницею, проте до Фоґґа всі звикли. Його чудова зовнішність пояснюється тим, що Фоґґ — це агент раси інопланетян-гуманоїдів, відомої як Еридані, від яких отримує еліксир безсмертя.
Людина з великим розумом і достатком, Фоґґ робить ставку з представником Еридані, що він зможе обігнати земну кулю рівно за вісімдесят днів. Хоча свідки вважають, що його претензія — це не що інше, як бажання багатого ексцентрика похвалитися, насправді ж Філлеас виконує таємну місію від своїх ериданських колег.
Разом з Паспарту Фоґґ починає пошуки викраденої технології іншопланетян — пристрою телепортації, який нещодавно потрапив у руки суперників Еридані, інопланетної раси, відомої як Капелли. Подорож приводить його до зустрічі віч-на-віч із сумнозвісним морським розбійником Капітаном Немо, агентом Капеллів, якого також знають у британських колах під своїм псевдонімом Джеймс Моріарті. Обидва учасники боротьби перетинаються ще в декількох ключових місцях, включаючи таємничий корабель-привид, відомий як Марія Целеста.
Подорож завершується останнім боєм у домі Фоґґа в Лондоні, лише за мить до того, як вичерпається термін, необхідний для виграшу навколосвітньої ставки.
В епілозі книги Фармер грайливо натякає, що Філлеас Фоґґ ще живий, і насправді може бути фактичним автором оповідання (Фармер зазначає, що вони обидва мають однакові ініціали, припускаючи, що Філіп Фармер насправді є псевдонімом Філлеаса Фоґґа).